# Gordon D'Arcy
Gordon William D'Arcy (Wexford, 10 de febrero de 1980) es un ex–jugador irlandés de rugby que se desempeñaba como centro.
D'Arcy es considerado uno de los mejores jugadores que dio su país en su generación. En 2004 fue nominado como Mejor Jugador del Mundo pero al final el premio lo ganó Schalk Burger.

## Selección nacional
Fue convocado al XV del Trébol por primera vez en octubre de 1999 para enfrentar a los Stejarii y disputó su último partido en agosto de 2015 contra el XV del Cardo. En total jugó 82 partidos y marcó 35 puntos, productos de siete tries.

### Participaciones en Copas del Mundo
Participó de las Copa del Mundo de Gales 1999, Francia 2007 y Nueva Zelanda 2011.
| Mundial                       | Sede          | Resultado        | PJ | Tries |
| ----------------------------- | ------------- | ---------------- | -- | ----- |
| Copa Mundial de Rugby de 1999 | Gales         | Octavos de final | 1  | 0     |
| Copa Mundial de Rugby de 2007 | Francia       | Primera fase     | 4  | 0     |
| Copa Mundial de Rugby de 2011 | Nueva Zelanda | Cuartos de final | 4  | 0     |

## Leones británicos
Fue seleccionado a los British and Irish Lions para integrar el plantel que partió de gira a Nueva Zelanda en 2005 y que resultó en la peor de los europeos, D'Arcy solo jugó uno de los tres test–matches frente a los All Blacks y no marcó puntos. Cuatro años más tarde volvió a ser convocado para la gira a Sudáfrica pero en esta no disputó ningún test–match.

## Palmarés
- Campeón del Torneo de las Seis Naciones de 2009 y 2014.
- Campeón de la Copa de Campeones de 2008–09, 2010–11 y 2011–12.
- Campeón de la Copa Desafío de 2012–13.
- Campeón de la Liga Celta de 2001–02, 2007–08, 2012–13, 2013–14.
- Campeón del Interprovincial Championship de 2002.